# Томо Кутурец
Томо Кутурец (на македонска литературна норма: Томо Кутурец) е участник в комунистическата съпротива във Вардарска Македония, по-късно политик и дипломат от Социалистическа република Македония.

## Биография
Роден е през 1906 година в Крушево. Става член на ЮКП през 1935 година, а по-късно влиза в Местния комитет на ЮКП за Крушево. Делегат е на второто заседание на АВНОЮ и на Първото заседание на АСНОМ. През 1949 година става съветник в Министерството на външните работи в Белград. Година по-късно е съветник в посолството на Югославия в Берн. В периода 1951-1953 година е подпредседател на Народното събрание на Социалистическа република Македония. Носител е на Партизански възпоменателен медал 1941 година.